# Douglas C-124 Globemaster II
O Douglas C-124 Globemaster II foi um avião cargueiro pesado construído pela companhia americana Douglas Aircraft Company entre 1946 a 1955. 
O C-124 foi a aeronave primária de transporte pesado da Força Aérea do Estados Unidos (USAF), sendo operado pelo Serviço Militar de Transporte Aéreo (MATS) durante os anos 50 e 60, até ser substituído pelo Lockheed C-141 Starlifter. Após isso, a aeronave serviu mais anos nas unidades do Comando Aéreo de Transporte (MAC, ex-MATS) na reserva da Força Aérea e na Guarda Aérea Nacional até sua aposentadoria em 1974.

## Design e desenvolvimento
A Douglas Aircraft Company desenvolveu o C-124 entre 1947 e 1949, a partir do C-74 Globemaster (usado na Segunda Guerra Mundial) e nas lições aprendidas durante o Bloqueio de Berlim. A aeronave era equipada com quatro motores Pratt & Whitney R-4360 Wasp Major, produzindo 3.800 hp (2.800 kW) cada. O C-124 contava com duas portas "em concha" frontais e uma rampa hidráulica, bem como um elevador de carga na popa. O C-124 era capaz de carregar 31.100 kg (68.500 lb) de carga útil. O compartimento de carga de 23 m contava com dois guinchos de teto, cada um com capacidade de carregar 3.600 kg (8.000 lb). Sendo uma aeronave de transporte militar, poderia carregar carros de combate, peças de artilharia, caminhões e outros materiais pesados, podendo também, em configuração de passageiros, carregar 200 pessoas em dois andares ou 127 pacientes em macas, além de equipe médica. Na sua época, era a única aeronave capaz de carregar material pesado montado, como carros de combate e tratores de esteira.
O C-124 teve seu primeiro voo ocorreu 27 de novembro de 1949,  com o primeiro C-124A entregue em maio de 1950. O C-124C veio alguns anos depois, sendo equipado com motores mais potentes, um radar meteorológico AN/APS-42 (montado em um radome no nariz da aeronave) e novo sistema de aquecimento e degelo. O C-124A foi modernizado a um padrão similar ao do C-124C mais tarde.
Um C-124C, matrúcula 52-1069, foi usado como aeronave de provas para o motor turboélice Pratt & Whitney XT57 (PT5), sendo redesignado como JC-124C.

## Histórico operacional

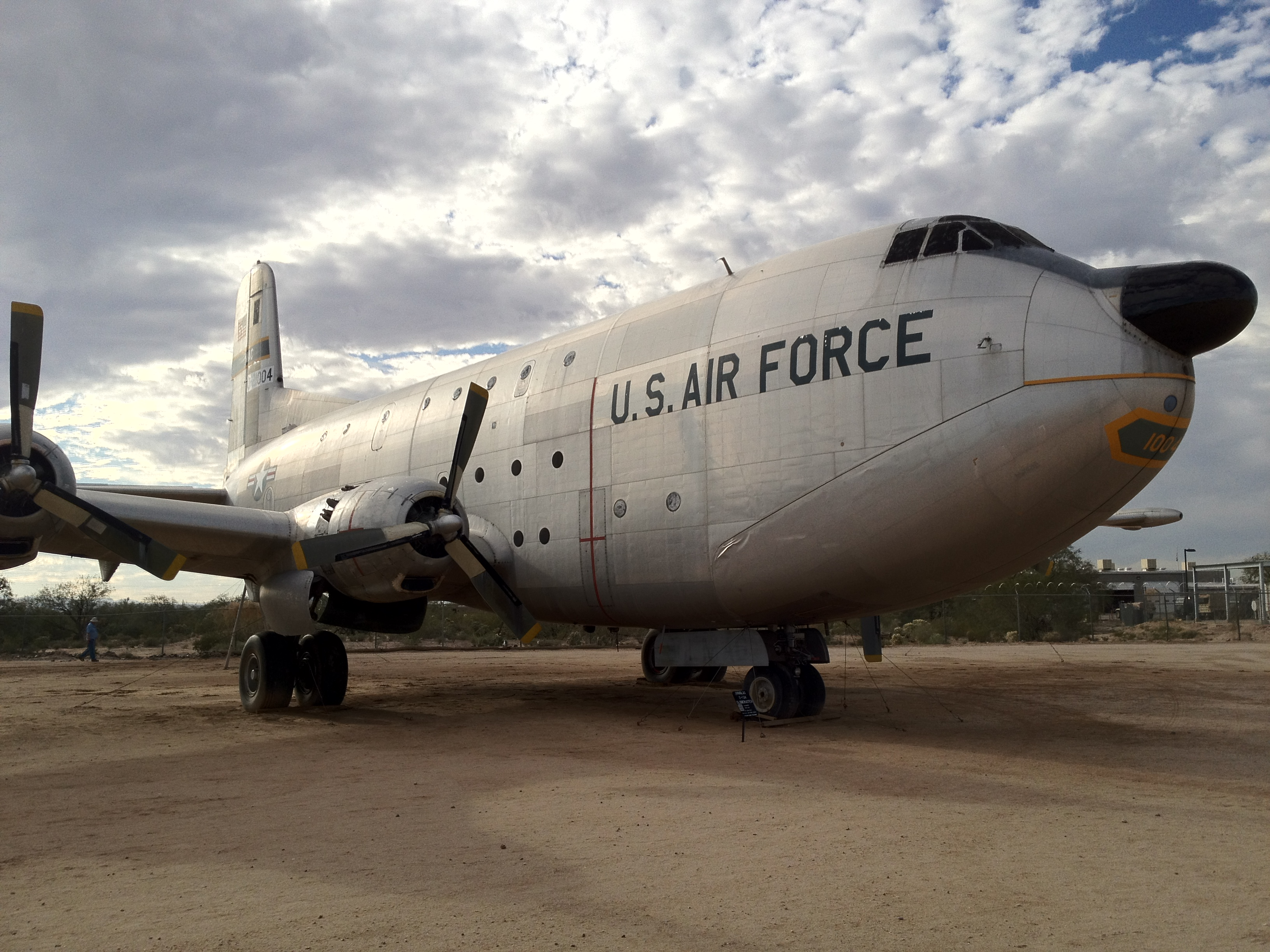
Nariz e portas frontais do C-124

As primeiras entregas do C-124 aconteceram em maio de 1950, tendo fim em 1955 com 448 unidades produzidas. O C-124 esteve operacional durante a Guerra da Coréia e também foi utilizado em apoio das Operações Deep Freeze na Antártida. O C-124 executou operações de carga pesada para os Estados Unidos em todo o mundo, incluindo no Sudeste Asiático e em África. Em 1959 a 1961, foram utilizados para carregar mísseis balísticos PGM-17 Thor até a Inglaterra. O C-124 foi utilizado extensivamente durante a Guerra do Vietnã, no transporte de material dos Estados Unidos ao Vietnã do Sul. Até a entrada em serviço do C-5 Galaxy, o C-124 e o C-133 Cargomaster eram as únicas aeronaves disponíveis para transporte pesado na frota americana.
O Comando Aéreo Estratégico (SAC) da USAF foi o operador inicial do C-124, com 50 unidades em serviço de 1950 a 1962. Quatro esquadrões operaram o modelo, consistindo do 1º, 2º, 3º e 4º Esquadrão de Suporte Estratégico. Sua missão primária na SAC era o transporte de armas nucleares entre bases aéreas e prover transporte para o pessoal e equipamentos da SAC durante exercícios e deslocamentos.
O Serviço Militar de Transporte Aéreo (MATS) foi o principal operador do C-124 até 1966, quando a organização foi renomeada como Comando Aéreo de Transporte (MAC). Após alguns anos da formação da MAC, os últimos exemplares do C-124 foram transferidos para a Reserva da Força Aérea (AFRES) e para a Guarda Aérea Nacional (ANG), tendo estas transferências sido completas em 1970. A primeira unidade da ANG a receber o C-124 foi o 165º Grupo de Transporte Tático, da Guarda Aérea Nacional da Geórgia, sendo esta também a última unidade a aposentar o C-124, em setembro de 1974.

## Variantes

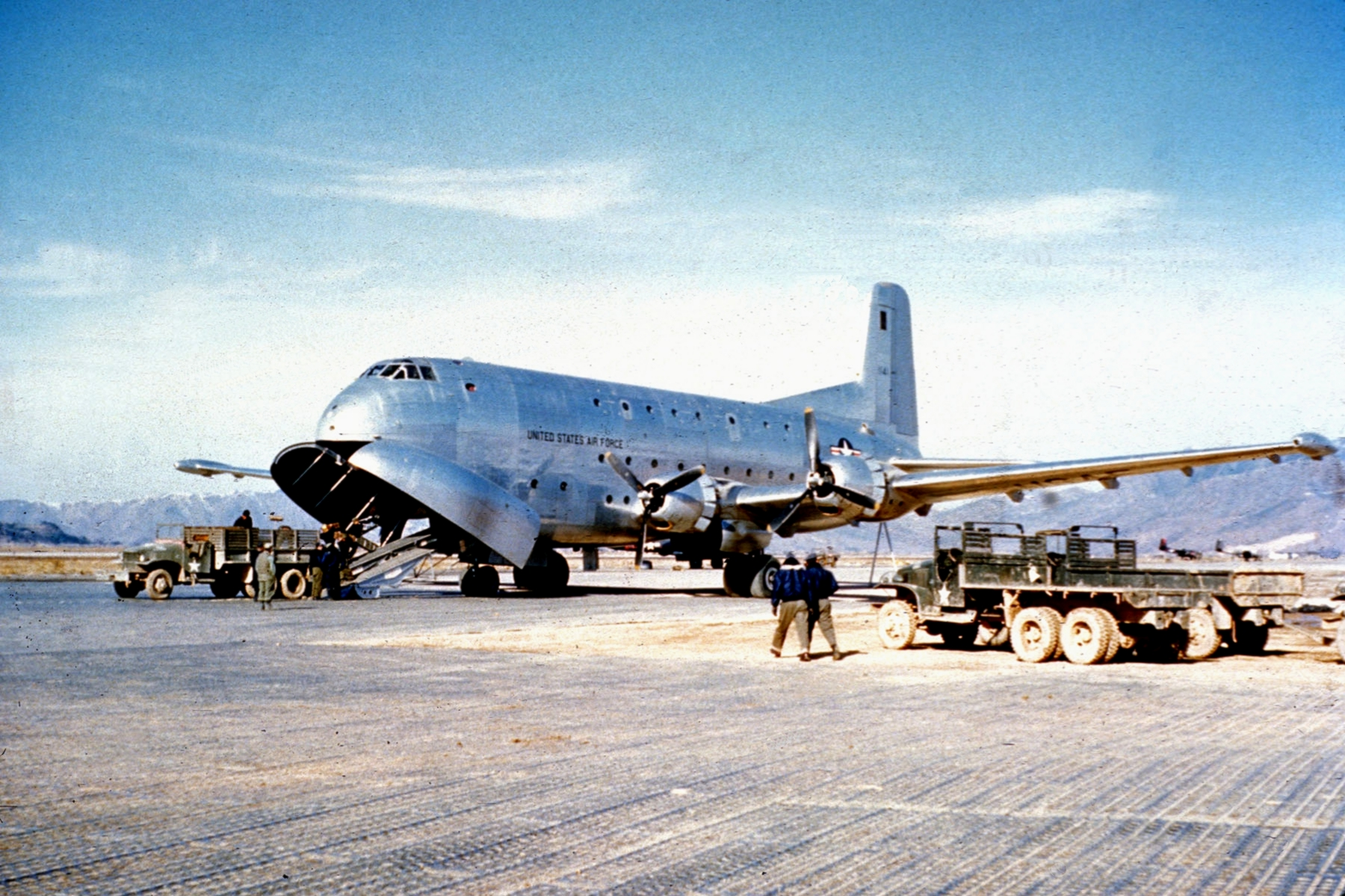
Um C-124A sendo descarregado durante da Guerra da Coréia

- Um C-124A sendo descarregado durante da Guerra da CoréiaYC-124: Protótipo construído baseado no C-74, com uma nova fuselagem e quatro motores Pratt & Whitney R-4360-39, de 3.500 hp cada;
- YC-124A: Protótipo baseado no YC-124 original, com novos motores Pratt & Whitney R-4360-35A, de 3.800 hp cada;
- C-124A: Variante de produção inicial, equipado com motores Pratt & Whitney R-4360-20WA, de 3.500 hp cada. 204 unidades construídas;
- YC-124B (C-127): Protótipo baseado no C-124A, equipado com motores turboélice Pratt & Whitney YT34-P-6. Originalmente projetado para ser uma aeronave reabastecedora, porém foi utilizado como aeronave de provas para motores turboélice.[6]
- C-127C: Variante de produção final, equipado com motores Pratt & Whitney R-4360-63A, de 3.800 hp cada, maior capacidade de combustível, radar meteorológico e novo sistema de aquecimento/degelo. 243 unidades produzidas.

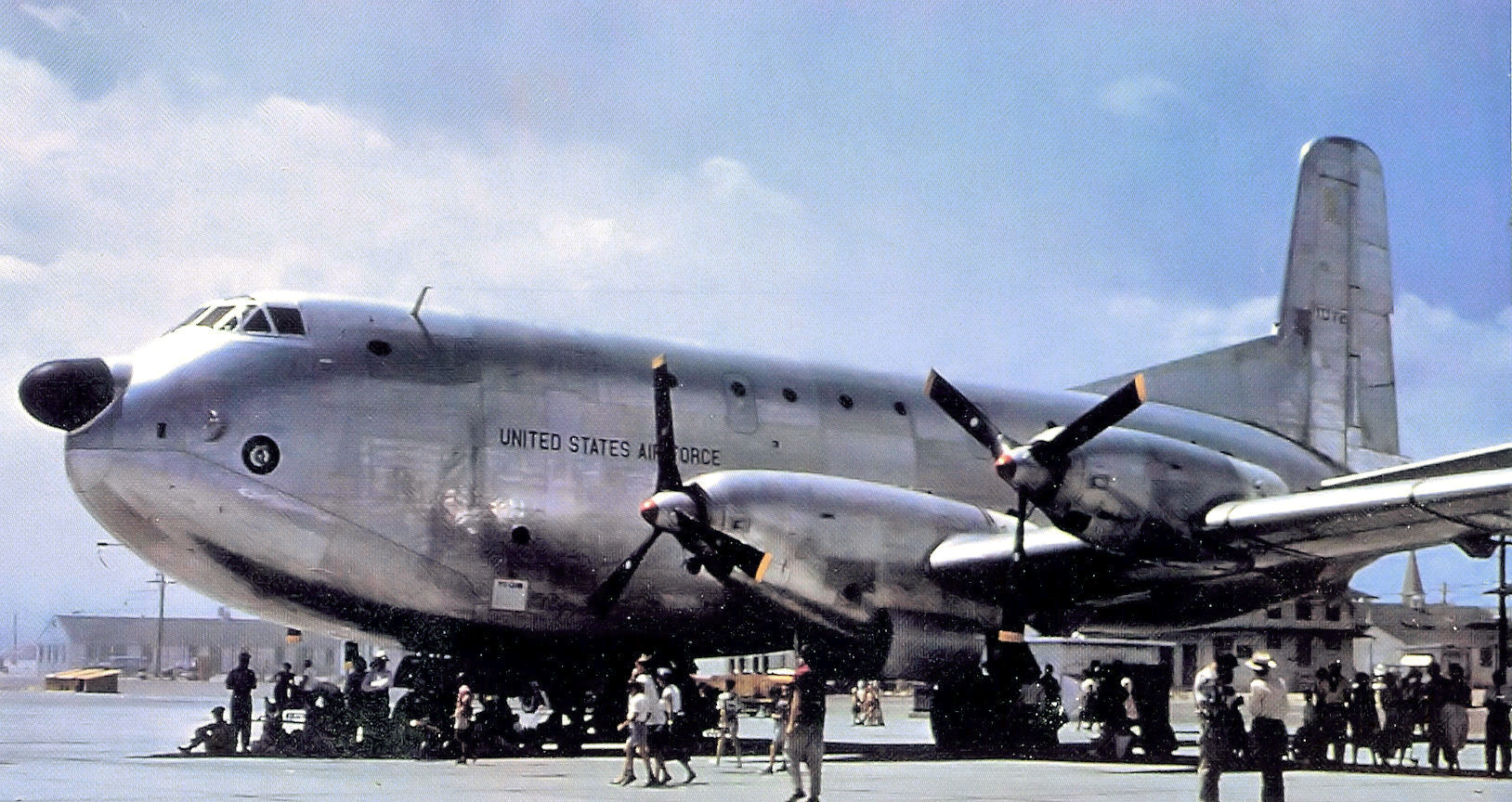
Protótipo do YC-124B, propelido por quatro turboélices Pratt & Whitney YT-34-P-6

## Operadores
- Estados Unidos
  - Força Aérea dos Estados Unidos;

## Acidentes e incidentes
- 23 de março de 1951: O C-124A, matrícula 49-0244, voando da Base Aérea de Loring, nos EUA, para Base Aérea de Mildenhall, no Reino Unido, reportou um incêndio em sua carga, sinalizando emergência. A tripulação começou a ejetar as cargas da aeronave e anunciaram que iriam pousar na água. O C-124 amerrisou no Oceano Atlântico, a 1.100 km da costa da Irlanda. A aeronave estava intacta quando tocou a água. Toda tripulação saiu da aeronave utilizando coletes salva vidas e entraram em botes infláveis. Os botes eram equipados com roupas de inverno, alimento, água potável, sinalizadores e um rádio de emergência. Logo após os tripulantes entrarem a bordo do bote, um piloto de um B-29 visualizou os tripulantes e seus sinalizadores. Sua localização foi informada e o piloto deixou o local após seu nível de combustível baixar. Nenhuma outra aeronave americana ou de seus aliados sobrevoaram o local do acidente pelas próximas 19 horas, até o domingo, 25 de março de 1951. Quando os navios de resgate chegaram, somente foi encontrado algumas caixas da carga original queimadas e um bote salva vidas parcialmente desinflado. Aeronaves e navios de resgate continuaram as buscas nos próximos dias, porém, nenhum tripulante, vivo ou morto, foi encontrado. Há evidências circunstanciais de que os tripulantes do C-124 foram "arrebatados" pela União Soviética, devido ao valor de informações de inteligência, porém, não há informações até hoje sobre o destino da tripulação.[7][8]

- 22 de novembro de 1952: O C-124A, matrícula 51-0107, voando da Base Aérea de McChord, em Washington, foi acidentado na Geleira Colony, no Monte Gannett, a 60 km de Anchorage, no Alasca. O acidente matou 41 passageiros e 11 tripulantes. Detritos da aeronave e corpos de algumas das vitimas foram encontrados por equipes da Guarda Nacional do Alasca em 10 de junho de 2012, durante o degelo da geleira.[9] Até 2014, os restos mortais de 17 vitimas foram recuperados.[10][11]
- 20 de dezembro de 1952: O C-124A, matrícula 50-0100, voando da Base Aérea de Larson, Washington, levando aviadores para o Texas para as festas de fim de ano, sofreu um acidente após a decolagem. O total de 87 aviadores morreram.[12]
- 18 de junho de 1953: O C-124A, matrícula 51-137, decolou da Base Aérea de Tachikawa, no Japão. Logo após a decolagem, um dos motores teve uma pane, forçando o piloto a fazer um pouso de emergência. Devido a perda de velocidade, o piloto perdeu controle da aeronave e caiu em uma plantação de melões, matando os sete tripulantes e 122 passageiros. Na época, este foi o pior acidente aeronáutico da história.[13]
- 7 de abril de 1956: O C-124C, matrícula 52-1078, sofreu um acidente na decolagem da Base Aérea de Travis. Três dos sete tripulantes faleceram no acidente. A causa do ocorrido foi atribuída ao cruzamento dos cabos de comando dos profundores pelas equipes de manutenção.[14]
- 2 de abril de 1957:  O C-124A, matrícula 51-5176, sofreu um acidente durante a aproximação para pouso em Cambridge Bay, Nunavut, enquanto carregava suprimentos para a construção de uma estação da Linha DEW. Não houve vitimas, porém a aeronave teve perda total.[15]
- 31 de agosto de 1957: O C-124C, matrícula 52-1021, operado pelo 1º Esquadrão Estratégico [nota 1] , foi acidentado durante uma aproximação por instrumentos na Base Aérea de Biggs, em El Paso, Texas, após um voo da Base Aérea de Hunter, em Savannah, Geórgia. Cinco tripulantes morreram e 10 foram feridos.[16][17]
- 4 de setembro de 1957: O C-124A, matrícula 51-5173, voando da Base Aérea de Larson, Washington, sofreu um acidente tentando pousar no Aeroporto de Binghamton, em Binghamton, Nova Iorque. A aeronave carregava 20 toneladas de material para a Link Aviation. A tripulação de nove pessoas sobreviveu.[18][19]
- 27 de março de 1958: Um C-124C, matrícula 52-0981, sofreu uma colisão aérea contra um Fairchild C-119C Flying Boxcar da USAF (matrícula 49-0195) sobre o interior de Bridgeport, Texas. A colisão matou 15 tripulantes no C-124 e três no C-119. As duas aeronaves cruzaram rotas sobre uma rádio ajuda VOR durante voo de instrumentos. O C-124 vinha da direção norte-noroeste a 2.100 m (7.000 ft) e o C-119 vinha da direção sudoeste, tendo sido ordenado para voar a 1.800 m (6.000 ft), porém, não voando nesta altitude no momento da colisão.[20]
- 16 de outubro de 1958: O C-124C, matrícula 52-1017, foi acidentado em uma montanha a 980 m (3.200 ft) na Cape Hallett Bay, matando sete dois 13 ocupantes. Um erro de navegação foi feito durante a missão.[21]
- 18 de abril de 1960: O C-124C, matrícula 52-1062, foi acidentado em uma encosta de 140m (450 ft) após decolar durante uma neblina desde Base Aérea Stephenville-Harmon, em Terra Nova e Labrador, Canadá. Nove vitimas morreram.[22]
- 24 de maio de 1961: O C-124A, matrícula 52-0174, foi acidentado logo após a decolagem  da Base Aérea de McChord. 18 dos 22 passageiros e tripulação foram mortos.[23]
- 2 de janeiro de 1964: O C-124C, matrícula 52-0968, voando do Aeródromo da Ilha Wake para Base Aérea de Hickham, em Honolulu, desapareceu sobre o oceano, à 1.200 km do Havaí. Oito tripulantes e um passageiro pereceram no acidente.[24]
- 22 de janeiro de 1965: O C-124C, matrícula 52-1058, foi acidentado contra as montanhas nas proximidades do Aeroporto de Atenas, Grécia. Todos os 10 ocupantes morreram.[25]
- 12 de fevereiro de 1966: O C-124C, matrícula 52-0980, colidiu contra o Mulhacén, no maçico da Serra Nevada, enquanto voava da Base Aérea de Morón até o Aeroporto de Murcia-San Javier, na Espanha. Todos os oito ocupantes morreram.[26]
- 28 de julho de 1968: O C-124C, matrícula 51-5178, voando de Paramaribo-Zanderij, no Suriname, para Recife-Guararapes, no Brasil, colidiu com uma colina de 576 m a 80 km de Recife. Todos os dez ocupantes morreram.[27]
- 26 de agosto de 1970: O C-124C, matrícula 52-1049, foi acidentado na aproximação no Aeroporto de Cold Bay, nas Ilhas Aleutas. Todos os sete ocupantes faleceram.[28]
- 3 de maio de 1972: O C-124C, matrícula 51-1055, foi acidentado na aproximação para o Aeroporto de Paramaribo-Zanderij, no Suriname. Todos os 11 ocupantes faleceram.[29]

## Aeronaves preservadas

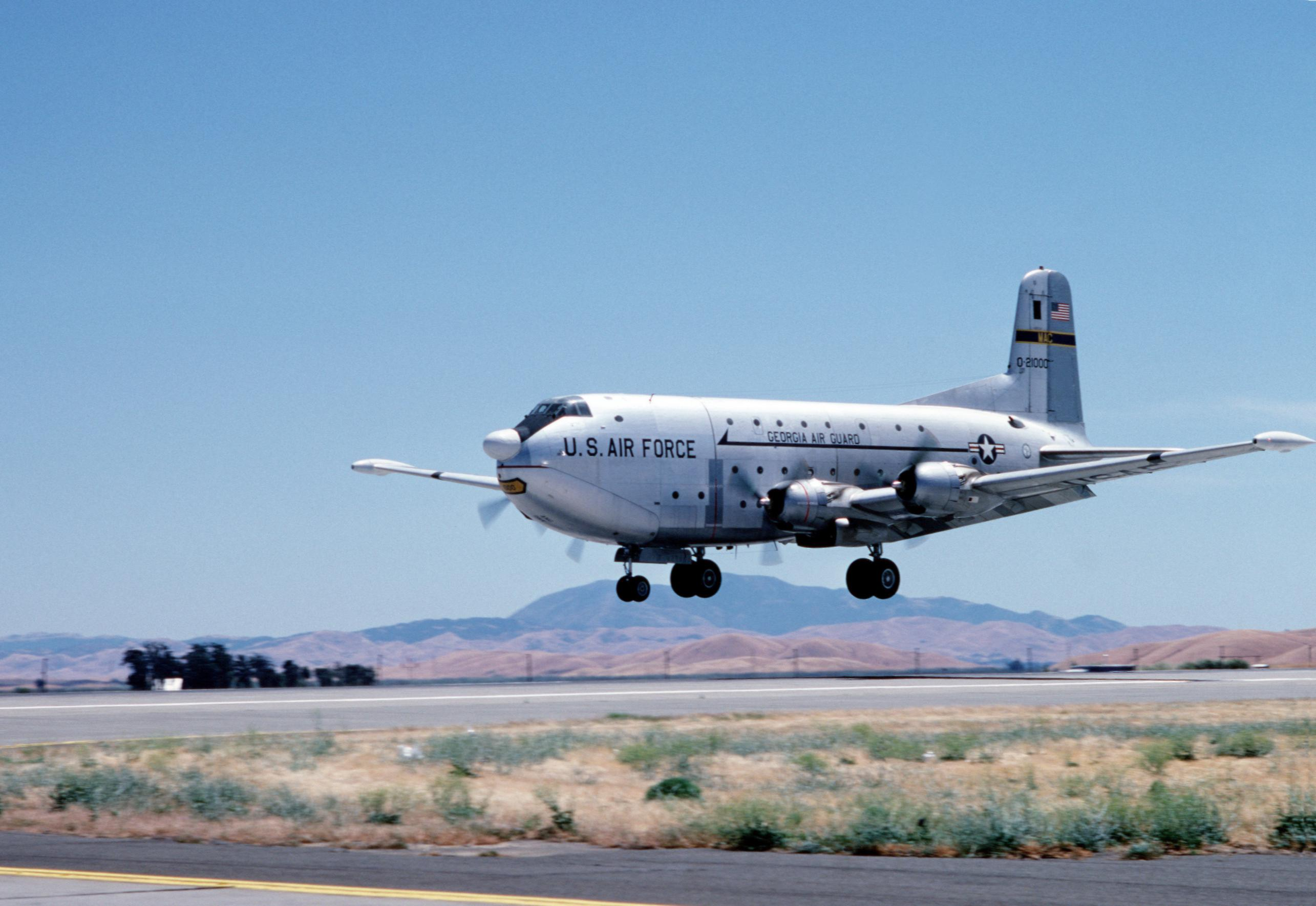
C-124C 52-1000 pousando pela última vez na Base Aérea de Travis, 10 de junho de 1984

### Coréia do Sul
- C-124C, 52-0943: Preservado no Museu Aeroespacial da KAI, em Sacheon, Yeongnam.[30]

### Estados Unidos
- C-124A, 49-0258: Preservado no Comando de Mobilidade Aérea (MAC), na Base Aérea de Dover, em Delaware. Em julho de 2005, voluntários do museu remontaram as asas e as portas de carga da aeronave. Esta aeronave havia sido exposta no Museu do Comando Aéreo Estratégico (SAC), na Base Aérea de Offutt, no Nebraska, desde 1969.[31]
- C-124C, 51-0089: Preservado no Museu de Aviação da Base Aérea de Robins, em Warner Robins, Geórgia.[32]
- C-124C, 52-0094: Preservado no Museu Aéreo McChord, na Base Aérea de McChord, em Lakewood, Washington. Esta aeronave teve o registro civil N86599 e esteve por muitos anos no Instituto Aeronáutico de Detroit.[33] Em 9 de outubro de 1986, a aeronave foi voada da Base Aérea de Selfridge, em Detriot, Michigan, para a Base Aérea de McChord. Enquanto voava por sobre Washington, a aeronave foi acompanhada por um C-130 Hercules e um C-141 Starlifter. Este foi o último voo de um C-124.[2]

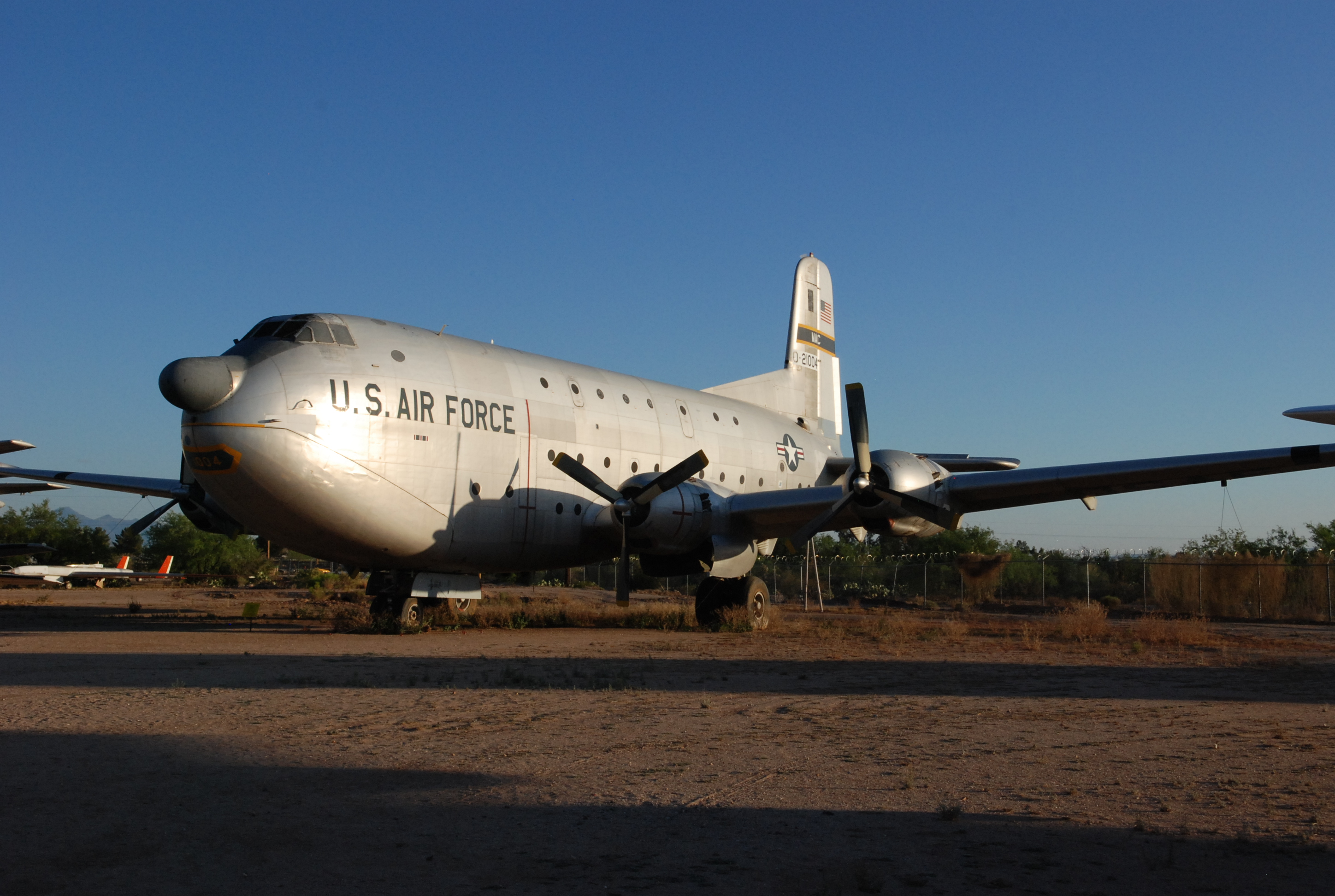
C-124C, 52-1004, preservado em Pima

- C-124C, 52-1004, preservado em PimaC-124C, 52-1000: Preservado no Museu de Aviação da Base Aérea de Travis, em Fairfield, Califórnia. O museu recebeu o C-124 como doação em 1982. A aeronave foi estocado por vários anos no Campo de Provas de Aberdeen, em Aberdeen, Maryland, onde era utilizado para armazenamento de materiais. Transportar a aeronave via terrestre era considerado proibitivamente caro, então foi decidido voar a aeronave até a Califórnia. Voluntários se juntaram as equipes da 116ª Ala de Caças Táticos (116 TFW) para restaurar a aeronave a condições de aeronavegabilidade. Após a restauração, a aeronave foi trasladada de Aberdeen a Base Aérea de Dobbins, na Geórgia, onde as equipes do 116 TFW finalizaram a restauração. A aeronave foi voada até a Base Aérea de Norton, em San Bernardino, Califórnia, onde após uma sessão de fotos sobre a Ponte Golden Gate, a aeronave chegou ao museu as 14h do dia 10 de junho de 1984.[34]
- C-124C, 52-1004: Preservado no Museu do Ar e Espaço de Pima, em Tucson, Arizona.[35]
- C-124C, 52-1066: Preservado no Museu Nacional da Força Aérea dos Estados Unidos, em Dayton, Ohio. Esta unidade foi uma das últimas a serem retiradas de serviço pela Guarda Aérea Nacional em 1974. A aeronave é exposta com a matrícula 51-0135.[5]
- C-124C, 52-1072: Preservado na Base Aérea de Charleston, em Charleston, Carolina do Sul.[36]
- C-124C, 53-0050: Preservado no Museu Aeroespacial de Hill, em Roy, Utah. Em 1992, a aeronave foi recuperada do Campo de Provas de Aberdeen, em Aberdeen, Maryland, onde seria utilizado para testes balísticos.[37]

## Especificações (C-124C)
Fonte: McDonnell Douglas Aircraft since 1920 
Características Gerais
- Tripulantes: 6 ou 7 (piloto, copiloto, engenheiro de voo, navegador, rádio operador e dois mestres de carga);
- Capacidade: 200 passageiros, ou 127 macas, ou 34.000 kg (74.000 lb) de carga útil;
- Comprimento: 39.75 m (130 ft 5 in);
- Envergadura: 53.07 m (174 ft 1.5 in);
- Altura: 14.7 m (48 ft 3.5 in);
- Área Alar: 232.8 m2 (2,506 sq ft);
- Peso Vazio: 45,888 kg (101,165 lb);
- Peso Carregado: 83,915 kg (185,000 lb);
- Peso Máximo de Decolagem (MTOW): 88,224 kg (194,500 lb);
- Motor: 4x motores radiais Pratt & Whitney R-4360-63A Wasp Major, 28-cil, refrigerado a ar, com 3,800 hp (2,800 kW) cada (com injeção água-metanol);
- Hélices: Curtiss C634S-C402, três pás, totalmente embandeirável, passo reversível, velocidade constante; 5.03 m (16 ft 6 in) de diâmetro;

Desempenho
- Velocidade Máxima: 489 km/h (304 mph, 264 kn) a 6,300 m (20,800 ft);
- Velocidade de Cruzeiro: 370 km/h (230 mph, 200 kn);
- Alcance: 6,490 km (4,030 mi, 3,500 nmi) com 1.830 kg (4.030 lb) de carga útil;
- Alcance de Traslado: 10,980 km (6,820 mi, 5,930 nmi)
- Teto de Serviço: 6,600 m (21,800 ft)
- Razão de Subida: 3.9 m/s (760 ft/min)
- Carga Alar: 360 kg/m² (73.8 lb/sq f)
- Relação peso-potência: 0.067 kW/kg (0.041 hp/lb)